# Non, je ne regrette rien
Cet article possède un paronyme, voir Je ne regrette rien.
Non, je ne regrette rien est une chanson composée en 1956 par Charles Dumont, sur des paroles de Michel Vaucaire. Elle est enregistrée pour la première fois par Édith Piaf le 10 novembre 1960 et sort en décembre. Elle fait partie des chansons les plus connues de la chanteuse dans le monde et se classe no 1 des ventes en France, aux Pays-Bas, en Belgique et au Canada.

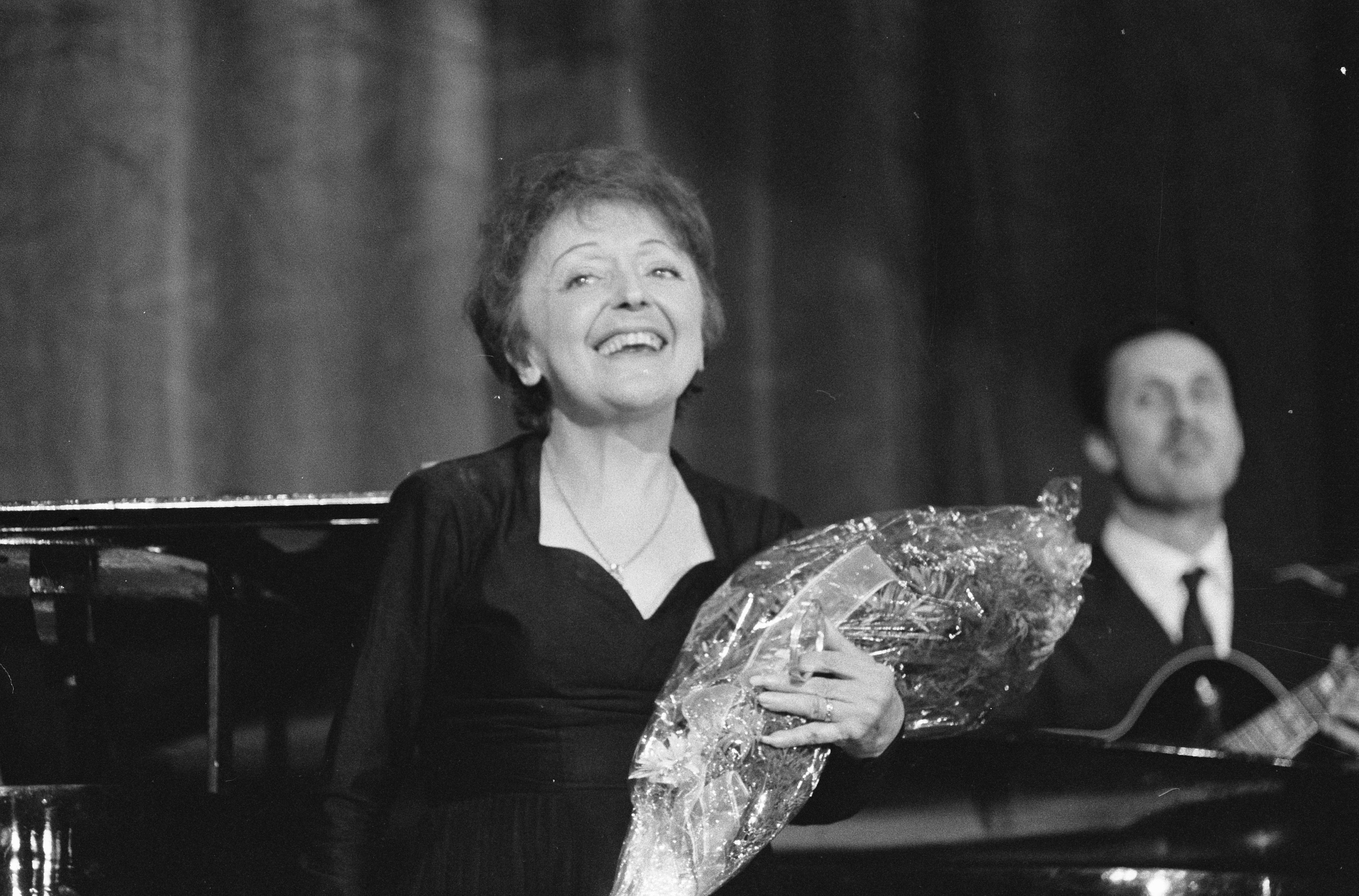
Édith Piaf en 1962.

## Contenu des paroles
L'interprète se souvient de son passé, du bien comme du mal et affirme, en faisant table rase du passé, à propos de ses souvenirs, de ses amours, de ses chagrins, de ses plaisirs : « Non, rien de rien, non, je ne regrette rien », avant de conclure : « car ma vie, car mes joies, aujourd'hui, ça commence avec toi. »

## À propos de la chanson
Piaf a dédié son enregistrement à la Légion étrangère. En effet à l'époque de l'enregistrement, la France était engagée dans la guerre d'Algérie (1954–1962). La Légion, qui suivit le putsch des généraux du 21 avril 1961 contre le général de Gaulle, a adopté la chanson à cette époque. La chanson reste populaire à la Légion. Elle a également été reprise comme hymne par les partisans de l’Algérie française. Le titre fut numéro un du hit-parade français durant une semaine à partir du 27 février 1961, puis est revenu en tête du hit-parade à partir du 12 juin 1961 durant trois semaines.
Lorsqu'Édith Piaf a entendu la chanson pour la première fois, elle aurait déclaré avec émotion devant nombre de ses proches ainsi que devant les auteurs de la chanson « C'est moi, c'est ma vie ! ». À l'époque, l'Olympia était à deux doigts de la faillite. Bruno Coquatrix avait demandé de l'aide à Jacques Tati et à Édith Piaf pour garder l'Olympia. Celle-ci, très malade à l'époque et très faible physiquement, avait d'abord refusé ; mais c'est en écoutant la chanson de Michel Vaucaire et de Charles Dumont chantée par Anne Chapelle (1919-1985) qu'elle a changé d'avis et rappelé Coquatrix pour accepter une série de représentations, ce qui a sauvé l'Olympia,[réf. obsolète]. Cette anecdote a été utilisée dans le film La Môme.

## Classement hebdomadaire
| Classement d'Édith Piaf (1960-1961) | Meilleure position |
| ----------------------------------- | ------------------ |
| France                              | 1                  |
| Pays-Bas                            | 1                  |
| Wallonie                            | 1                  |
| Québec                              | 1                  |
| Suisse alémanique                   | 5                  |
| Région flamande                     | 6                  |
| Italie                              | 8                  |

## Reprises
Cette chanson a été reprise par de nombreux artistes dont :
- Tina Arena
- Bad Boys Blue
- Isabelle Boulay[11]
- Anne Chapelle[12]
- Dalida (en italien et en espagnol)
- Cássia Eller
- Catherine Ribeiro[13]
- Les Garçons Bouchers[14]
- Garou
- 2000 : Johnny Hallyday Live à la tour Eiffel, Olympia 2000 et Parc de Sceaux 15.06.2000[15] (inédit jusqu'en 2020).
- 2009 : Sylvie Vartan et Johnny Hallyday en duo à l'Olympia de Paris sur un medley Hymne à l'amour-Non, je ne regrette rien[16],[17] (album Sylvie live).
- Patricia Kaas[18]
- Marc Lavoine
- Vicky Leandros (en allemand)
- Nicole Martin (sur son album Le Goût d'aimer, paru en 1991)
- Mireille Mathieu sur son album Mireille Mathieu chante Piaf de 1993, 2003 et 2012.
- Panik Ltdc
- Julie Pietri (en concert à l'Olympia)
- Amy Diamond
- Danakil
- Rammstein
- Marie-Chantal Toupin
- In-Grid
- Natasha St-Pier
- Dihya (en chaoui)
- Édith Lefel
- Mélanie Bavard
- Dina Garipova (en l'émission de télévision The Voice - décembre 2012
- Bernadette Soubirou et ses Apparitions sur la compilation Ma grand-mêre est une rockeuse
- Shirley Bassey
- Les Enfoirés en 2006
- Diana Ankudinova
- Maxime Guyot

## Culture populaire
Sauf indication contraire, les informations mentionnées dans cette section peuvent être confirmées par le générique de fin de l'œuvre audiovisuelle présentée ici, ainsi que par la base de données cinématographiques IMDb,  présente dans la section « Liens externes ».
Au Royaume-Uni, la chanson a été associée à l'ex-chancelier de l'Échiquier du Parti conservateur Norman Lamont, qui a déclaré avoir chanté la chanson dans son bain dans la nuit où le pays s'est retiré du Mécanisme de taux de change européen en 1992, un événement connu sous le nom de « Vendredi noir ». Plus tard, Lamont a cité la chanson pour résumer sa carrière politique.
La chanson apparaît également dans le roman Le Camp des saints et dans de nombreux films et séries :
- Keiner liebt mich (de) est un long métrage allemand réalisé par Doris Dörrie en 1994
- La Haine (1995) sous la forme d'un mashup de DJ CutKiller où elle est mixée avec Sound of da Police du musicien de hip-hop américain KRS-One. Cet extrait remixé est joué en background alors que la caméra arpente la banlieue
- Babe, le cochon dans la ville réalisé par George Miller (1998).
- Le Goût des autres (2000), interprétée en version instrumentale par Alain Chabat à la flûte traversière.
- Sueurs (2002)
- Innocents - The Dreamers (2003) de Bernardo Bertolucci où elle fait dramatiquement irruption dans la dernière scène du film
- Dans la comédie cinématographique Intolérable Cruauté (2003) des frères Ethan et Joel Coen.
- Monamour (2005) où Tinto Brass orchestre une scène de sexe explicite
- La chanson est jouée dans une scène du film d'animationVaillant, pigeon de combat !, bien qu'elle ait été enregistrée en 1960, 16 ans après 1944, date à laquelle le film se déroule (2005)[20]
- Desperate Housewives (2006) au cours de l'épisode 4 de la saison 3
- La Môme (2007)
- Mesrine : L'ennemi public n°1 (2008)
- La chanson est utilisée dans le film Inception de Christopher Nolan. Elle y signale aux rêveurs que le temps est écoulé et qu'ils doivent se réveiller sous peu (2010).
- Madagascar 3 (2012)
- Supernatural saison 11 (2014-2015) - épisode 14 : L'Arche d'Alliance (The Vessel)
- Au service de la France saison 2 (2018) - épisode 5 : Le Pouch. C'est le code chanté par Jacquard pour la réunion secrète avec les généraux.
- Emily in Paris : saison 1, (2020)
- Ted Lasso : saison 1 (2020), la chanson clôt le dernier épisode
- Mercredi : saison 1, épisode 1 (2022)
- Star trek : Picard (2022) : À plusieurs reprises au cours de la saison 2.
- DogMan de Luc Besson (2023)
- The Gentlemen, épisode 4 (An Unsympathetic Gentleman), 2024